# Аттракцион (фильм, 1994)
«Аттракцион» (груз. ატრაქციონი) — грузинский художественный фильм 1994 года, драма, созданная киностудией Lileo Arts. Фильм снят как фильм-притча. Снял фильм Отар Шаматава по сценарию, написанному совместно с Бидзиной Каландадзе.
Главные роли исполнили Гоги Чичинадзе, Важа Гелашвили, Ладо Меквабишвили, Хатуна Иоселиани и Паата Моистсрапашвили. Фильм был замечен национальными кинокритиками — в 1996 году получил два приза на кинофестивале в Тбилиси.

## Сюжет
Притча, главный герой которой старается не стать убийцей. Однако ему недостаёт желания и необходимо действовать.

## В ролях
- Гоги Чичинадзе
- Важа Гелашвили
- Ладо Меквабишвили
- Хатуна Иоселиани
- Паата Моистсрапашвили

## Съёмочная группа
- Авторы сценария: Отар Шаматава и Бидзина Каландадзе
- Режиссёр: Отар Шаматава
- Оператор: Георгий Беридзе
- Художник-постановщик: Гоча Майсурадзе

## Призы
- 1996. Национальный кинофестиваль в Тбилиси — Приз за лучшую режиссуру (Отар Шаматава)
- 1996. Национальный кинофестиваль в Тбилиси — Приз за лучшую операторскую работу (Георгий Беридзе)